# Das Dick

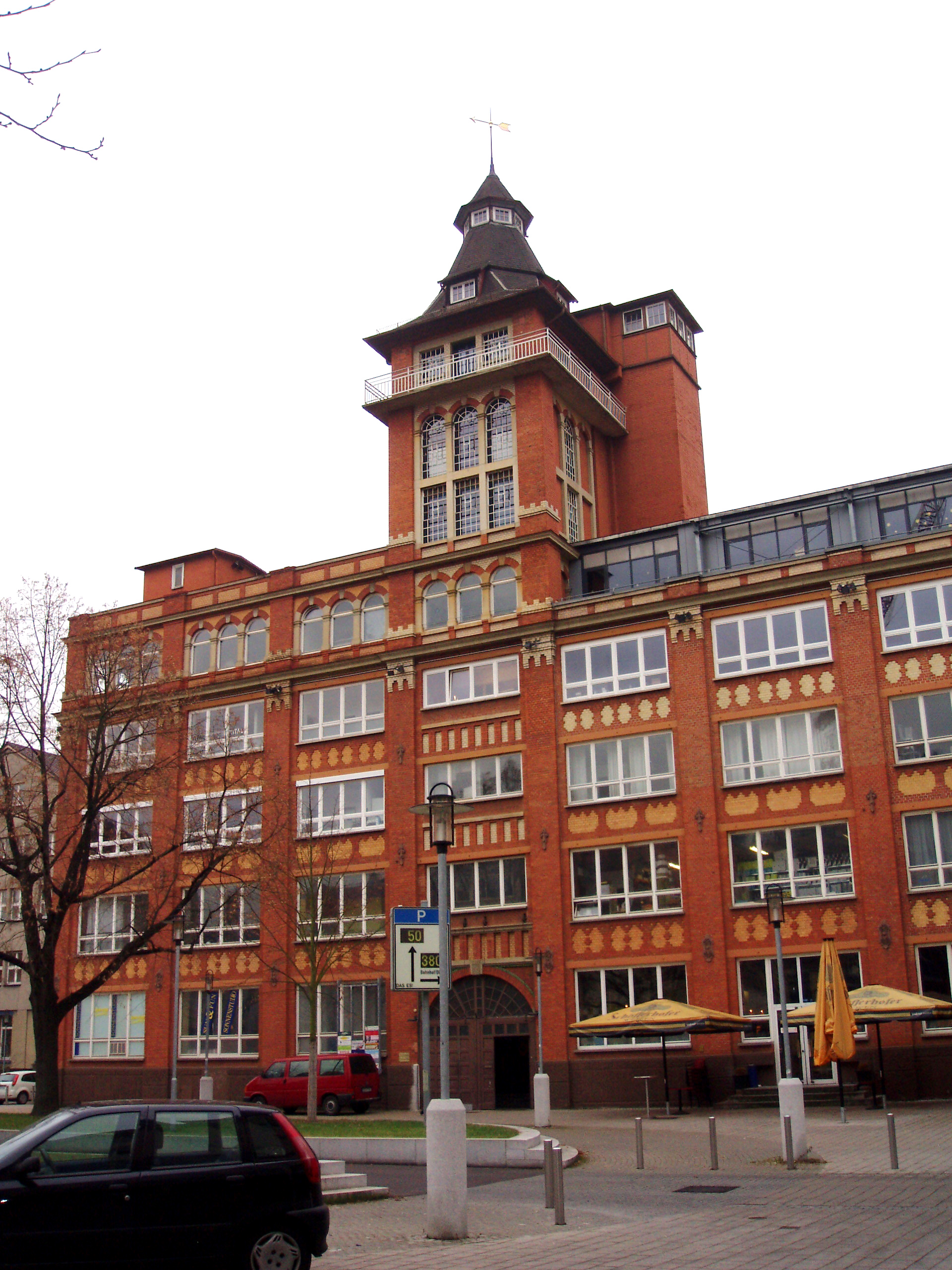
Das Dick

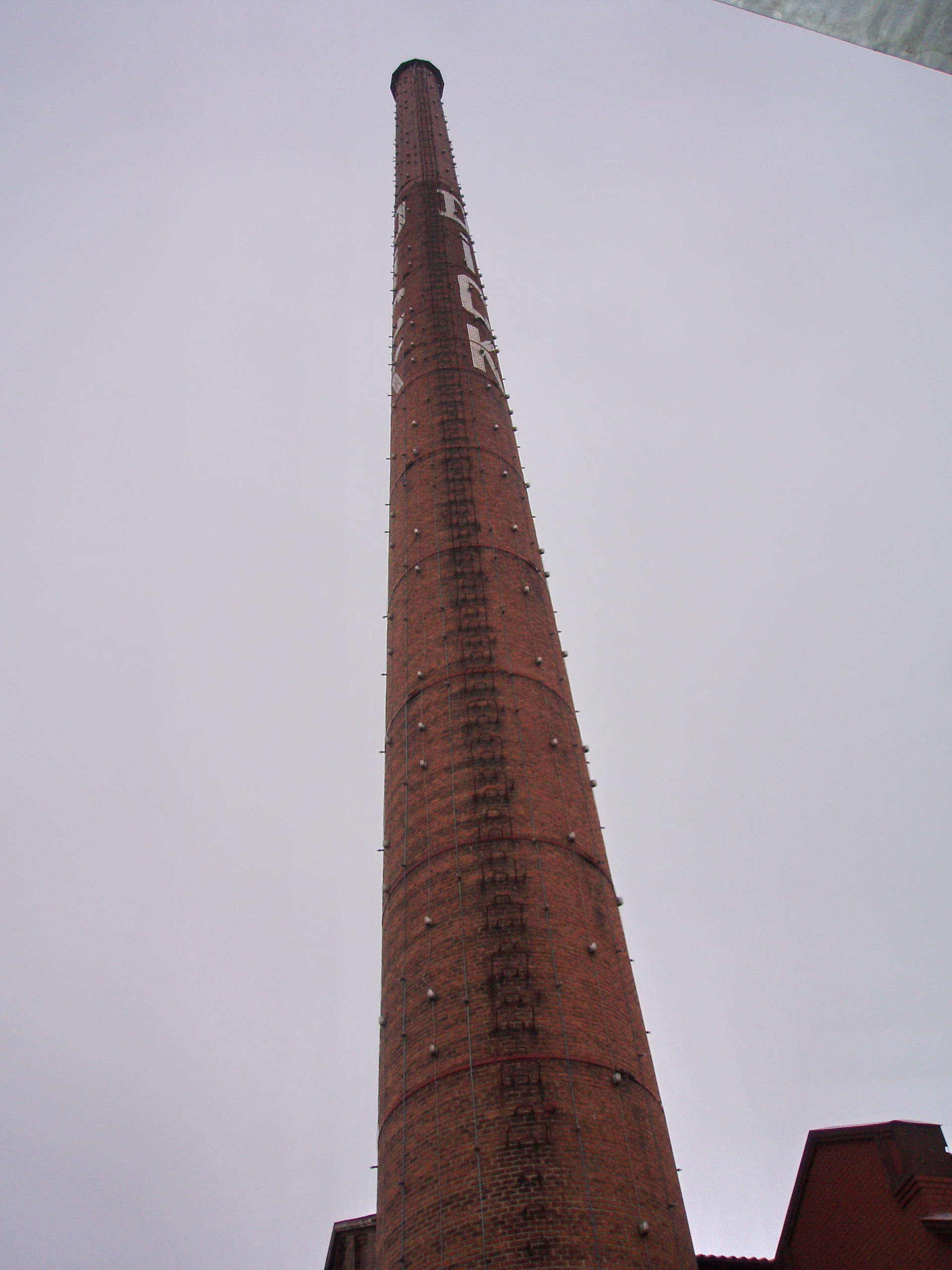
Der alte Kamin

Das Dick (eigene Schreibweise: DAS DICK) ist ein Freizeit- und Erlebniscenter in der Kollwitzstraße 1 in Esslingen am Neckar.

## Bauwerk
Das 22.000 m² große Dick wurde im denkmalgeschützten ehemaligen Firmengebäude von Friedr. Dick in der Esslinger Weststadt eingerichtet. Die aus einer Feilenhauerei hervorgegangene Firma hatte den Backsteinbau mit dem auffallenden 68 Meter hohen Kamin von 1889 bis zu ihrem Umzug nach Deizisau im Jahr 1997 genutzt. 
Das Industriegebiet Weststadt in Esslingen wurde ab der Mitte des 19. Jahrhunderts bebaut. Auslöser war der Anschluss der Stadt an das Eisenbahnnetz. Nachdem in den Jahrzehnten nach dem Zweiten Weltkrieg zahlreiche Betriebe aufgeben mussten oder wie Friedr. Dick den Standort wechselten, wurde die Weststadt schließlich 1996 zum Sanierungsgebiet erklärt. Das Dick war das erste Fabrikareal in diesem Industriegebiet, das im Zuge dieser Sanierungsbestrebungen umgestaltet wurde.
Dieser Umgestaltung zum Erlebniscenter fiel die Nordwestecke des Komplexes sowie die Innenbebauung zum Opfer, wohingegen die Fassaden zur Käthe-Kollwitz-, zur Martin- und zur Fleischmannstraße unverändert blieben. An der Nordwestecke des Dick-Areals wurde ein Parkhaus errichtet. Auf der von außen nicht einsehbaren Grundstücksmitte wurde ein drei- bis viergeschossiger Neubau in Stahlbetonskelettbauweise errichtet, in den auch ein Tauchturm integriert wurde. Drei Kinosäle wurden auf bzw. über dem bestehenden alten Fabrikgebäude errichtet, weitere Kinosäle fanden im ehemaligen Kesselhaus und Kohlenbunker Platz.

## Angebote
Besucher können Angebote aus den Bereichen Sport, Einkaufen, Bildung, Dienstleistungen, Unterhaltung und Gastronomie wahrnehmen. So  beherbergt das Dick etwa ein Kino mit neun Sälen und insgesamt 1544 Sitzplätzen und bis Ende 2010 auch noch die Volkshochschule Esslingen.
Das Dick verfügt außerdem über einen neun Meter tiefen Tauchturm, in den die Besucher hineinblicken können. Es handelt sich um den ersten verglasten Tauchturm Deutschlands. Er fasst etwa 280 000 Liter Wasser, das zu Zeiten des Tauchsportcenters eine Temperatur von 24 °C hatte.
Am 27. März 2004 wurde in dem Turm ein Weltrekord im Dauer-Unterwasser-Tischfußball-Spielen aufgestellt. Im Frühjahr 2009 wechselte allerdings das Tauchsportcenter Esslingen, das bis zu diesem Zeitpunkt den Tauchturm betrieben hatte, seinen Standort.

## Wirtschaft
Das ehemalige Industrieareal wird von der Esslinger Innenstadt durch eine Durchgangsstraße, den Omnibusbahnhof vor dem eigentlichen Bahnhof sowie ein Parkhaus getrennt. Durch diese Lage muss es auf Laufkundschaft weitgehend verzichten.
Das Dick wurde zunächst von der Weststadt GmbH betrieben, die jedoch im Jahr 2001 zahlungsunfähig war. Ein Jahr später musste auch die Colm-Entertainment AG, die das Kinocenter im Dick unter dem Namen MovieDick betrieb, Insolvenz anmelden. Nach einem Umbau wurde das Kino unter dem Namen Traumpalast weiterbetrieben. Der Mietvertrag mit der Volkshochschule wurde zum Jahresende 2010 gekündigt, nachdem bekannt geworden war, dass die Raumsituation als unbefriedigend empfunden wurde. Das Tauchsportcenter, das 2009 aus dem Dick auszog, nutzt nun einen Standort, der näher an der Autobahnausfahrt Esslingen liegt und, anders als das Dick, kostenlose Parkflächen bietet.